# Angeac-Champagne
Pour les articles homonymes, voir Angeac et Champagne.
Angeac-Champagne est une commune du Sud-Ouest de la France, située dans le département de la Charente (région Nouvelle-Aquitaine).
Elle est constituée des villages d'Angeac-Champagne et de Roissac.

## Géographie

### Localisation et accès
Angeac-Champagne est une commune située à l'ouest du département de la Charente, proche de la Charente-Maritime, en Grande Champagne, premier cru du cognac.
La commune est située à 10 km au sud de Cognac, 6 km à l'ouest de Segonzac et à 3 km à l'est de Salles-d'Angles. Angoulême, la préfecture charentaise, est à 35 km à l'est. Angeac est aussi à 9 km au nord d'Archiac et 12 km de Jarnac, 19 km de Barbezieux.
La commune est en dehors des grands axes de circulation. La D 731, route de Barbezieux à Cognac par Archiac, passe à l'ouest de la commune. Le bourg est desservi par la D 150 qui arrive de Saint-Fort-sur-le-Né et se dirige vers le nord-est, pour rattraper la D 44 de Juillac-le-Coq à Roissac en direction de Cognac et Gensac-la-Pallue. Une route vicinale mène du bourg à Salles-d'Angles, et une autre à Genté, vers le nord-ouest.
La gare la plus proche est celle de Cognac, desservie par des TER entre Angoulême, Saintes et Royan.

### Hameaux et lieux-dits
De nombreux hameaux parsèment la commune. En particulier, Roissac, situé au nord-est de la commune était une ancienne paroisse, et le village est aussi important que celui d'Angeac.
Le Bois d'Angeac est situé à l'ouest de la commune, à 1 km du bourg.

### Communes limitrophes
| Genté           | Gensac-la-Pallue     |                |
| Salles-d'Angles | Angeac-Champagne     | Segonzac       |
|                 | Saint-Fort-sur-le-Né | Juillac-le-Coq |

### Géologie et relief
Comme toute cette partie rive gauche de la  Charente entre Angoulême et Cognac, c'est une zone calcaire datant du Crétacé avec cuestas.
La commune est occupée par le Campanien (Crétacé supérieur), calcaire crayeux, qui occupe une grande partie du Sud Charente. On trouve le Santonien sur une petite bordure nord, aux Longées.
La cuesta du Campanien traverse la commune. Cet escarpement, démarrant à l'ouest à Salles-d'Angles et passant au pied du bourg de Genté, traverse tout le département et va vers l'est en direction de Bouteville, Jurignac et Plassac-Rouffiac. Sur le territoire communal, cet escarpement pénètre à l'est en détachant une butte-témoin située au nord-est de Roissac. Il sépare au nord la plaine de Châteaubernard de la Champagne au sud,,.
Le point culminant de la commune est à une altitude de 84 m, situé au nord-ouest de Roissac. Un autre sommet de 83 m lui fait face, à l'est (borne IGN). Le point le plus bas est à 17 m, situé au Pas de la Tombe en limite sud-ouest de la commune près d'Angles. Le bourg s'étage entre 40 et 70 m d'altitude.

### Hydrographie

#### Réseau hydrographique
La commune est située dans  le bassin versant de la Charente au sein  du Bassin Adour-Garonne. Elle est drainée par le ruisseau de la Motte,.
Le ruisseau de la Motte, petit affluent du Né et donc sous-affluent de la Charente, limite la commune au sud. Aucun autre cours d'eau traverse la commune, mais de nombreux bassins sont à signaler dans une combe à l'ouest du bourg et qui descend de Roissac, ainsi que quelques fontaines dont celle des Trois Pierres à l'est du Bois d'Angeac (localisation à confirmer).

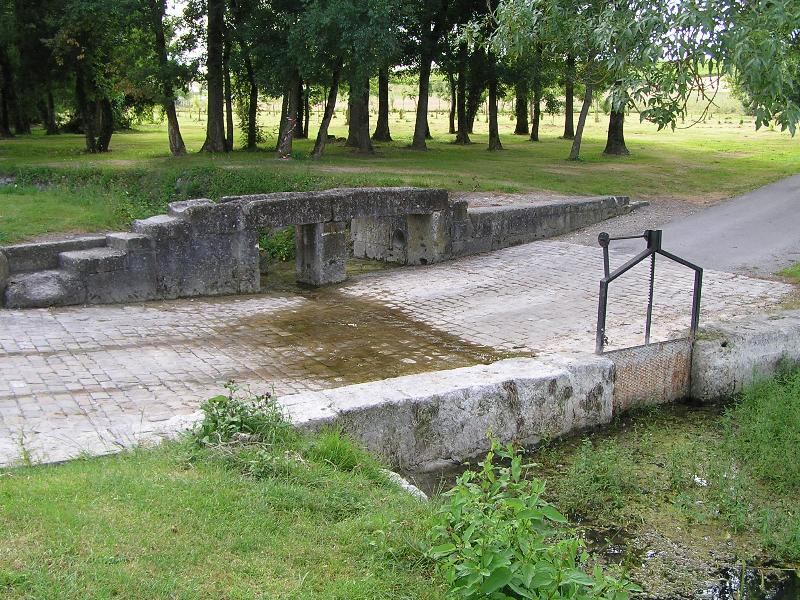
Gué de la Fontaine des Trois Pierres.
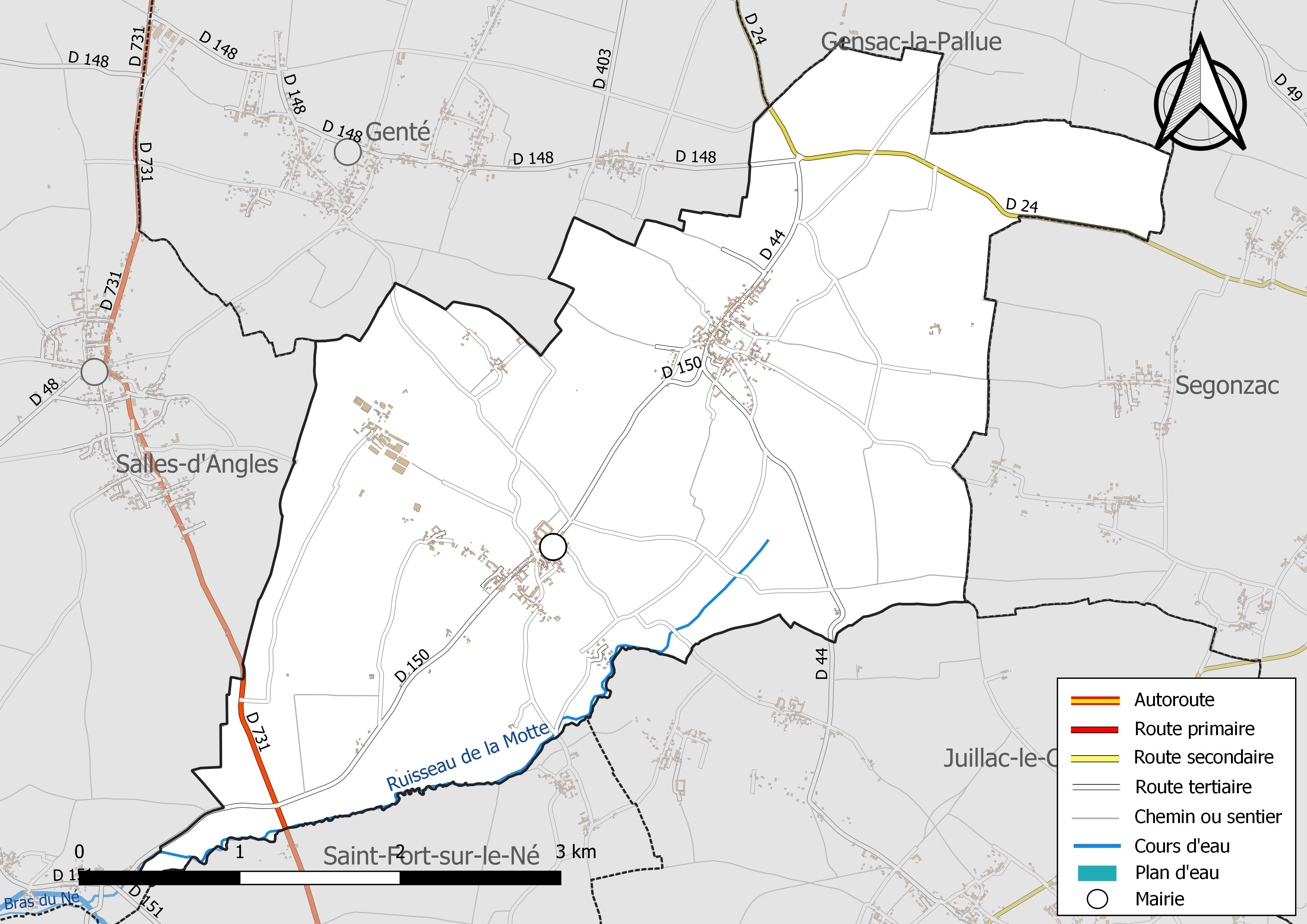
Réseaux hydrographique et routier d'Angeac-Champagne

#### Gestion des cours d'eau
Le territoire communal est couvert par le schéma d'aménagement et de gestion des eaux (SAGE) « Charente ». Ce document de planification, dont le territoire correspond au bassin de la Charente, d'une superficie de 9 300 km2, a été approuvé le 19 novembre 2019. La structure porteuse de l'élaboration et de la mise en œuvre est l'établissement public territorial de bassin Charente. Il définit sur son territoire les objectifs généraux d’utilisation, de mise en valeur et de protection quantitative et qualitative des ressources en eau superficielle et souterraine, en respect des objectifs de qualité définis dans le troisième SDAGE  du Bassin Adour-Garonne qui couvre la période 2022-2027, approuvé le 10 mars 2022.

### Climat
Le climat est océanique aquitain.

## Urbanisme

### Typologie
Au 1er janvier 2024, Angeac-Champagne est catégorisée commune rurale à habitat dispersé, selon la nouvelle grille communale de densité à 7 niveaux définie par l'Insee en 2022.
Elle est située hors unité urbaine. Par ailleurs la commune fait partie de l'aire d'attraction de Cognac, dont elle est une commune de la couronne,. Cette aire, qui regroupe 44 communes, est catégorisée dans les aires de 50 000 à moins de 200 000 habitants,.

### Occupation des sols
L'occupation des sols de la commune, telle qu'elle ressort de la base de données européenne d’occupation biophysique des sols Corine Land Cover (CLC), est marquée par l'importance des territoires agricoles (93 % en 2018), une proportion sensiblement équivalente à celle de 1990 (93,2 %). La répartition détaillée en 2018 est la suivante : 
cultures permanentes (57,9 %), terres arables (30,3 %), zones urbanisées (5 %), zones agricoles hétérogènes (4,8 %), forêts (2 %). L'évolution de l’occupation des sols de la commune et de ses infrastructures peut être observée sur les différentes représentations cartographiques du territoire : la carte de Cassini (XVIIIe siècle), la carte d'état-major (1820-1866) et les cartes ou photos aériennes de l'IGN pour la période actuelle (1950 à aujourd'hui).

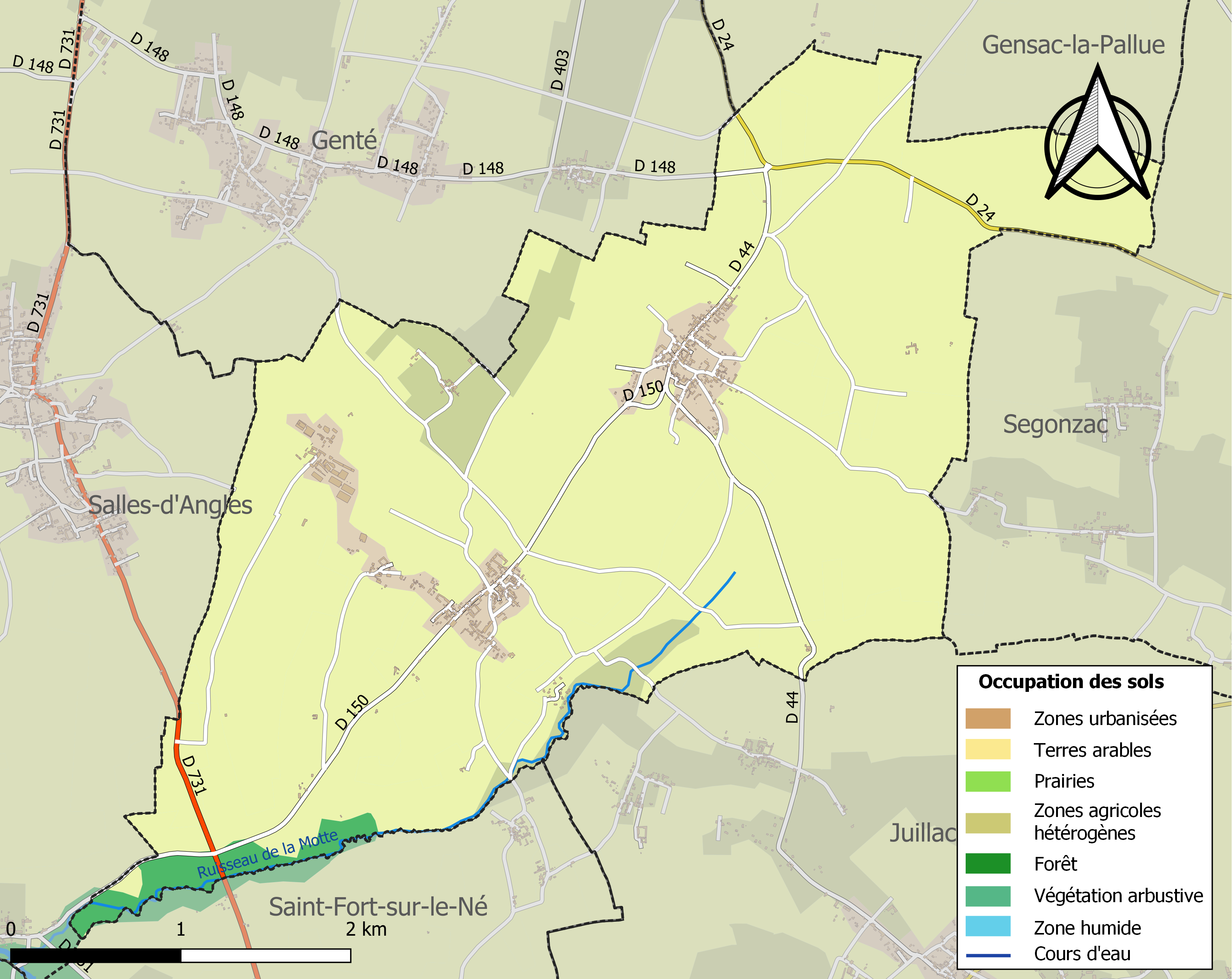
Carte des infrastructures et de l'occupation des sols de la commune en 2018 (CLC).

### Risques majeurs
Le territoire de la commune d'Angeac-Champagne est vulnérable à différents aléas naturels : météorologiques (tempête, orage, neige, grand froid, canicule ou sécheresse) et séisme (sismicité faible). Il est également exposé à un risque technologique, le transport de matières dangereuses. Un site publié par le BRGM permet d'évaluer simplement et rapidement les risques d'un bien localisé soit par son adresse soit par le numéro de sa parcelle.

#### Risques naturels

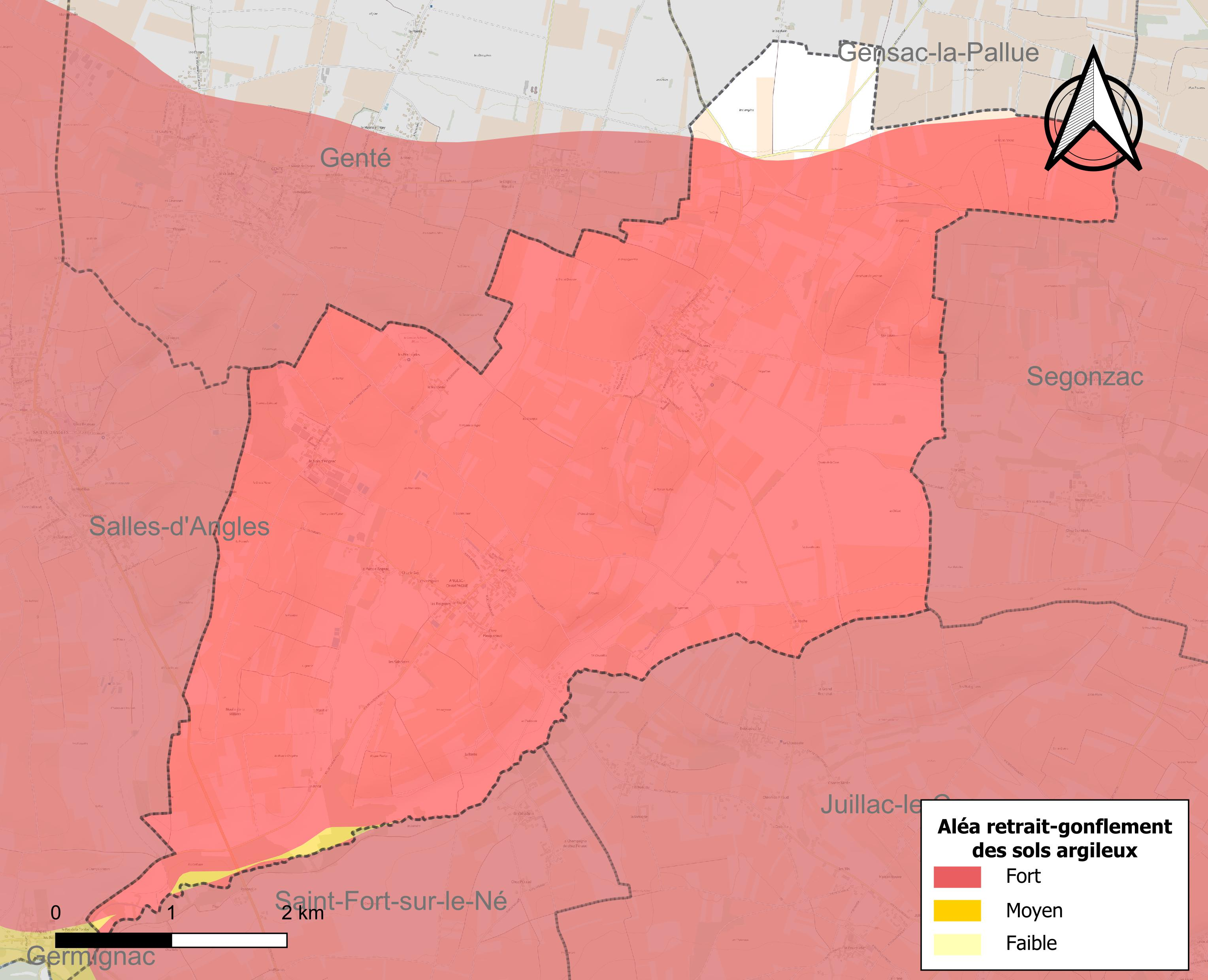
Carte des zones d'aléa retrait-gonflement des sols argileux d'Angeac-Champagne.

Le retrait-gonflement des sols argileux est susceptible d'engendrer des dommages importants aux bâtiments en cas d’alternance de périodes de sécheresse et de pluie. 95,6 % de la superficie communale est en aléa moyen ou fort (67,4 % au niveau départemental et 48,5 % au niveau national). Sur les 253 bâtiments dénombrés sur la commune en 2019, 253 sont en aléa moyen ou fort, soit 100 %, à comparer aux 81 % au niveau départemental et 54 % au niveau national. Une cartographie de l'exposition du territoire national au retrait gonflement des sols argileux est disponible sur le site du BRGM,.
Par ailleurs, afin de mieux appréhender le risque d’affaissement de terrain, l'inventaire national des cavités souterraines permet de localiser celles situées sur la commune.
La commune a été reconnue en état de catastrophe naturelle au titre des dommages causés par les inondations et coulées de boue survenues en 1982, 1992, 1998 et 1999. Concernant les mouvements de terrains, la commune a été reconnue en état de catastrophe naturelle au titre des dommages causés par des mouvements de terrain en 1999.

#### Risques technologiques
Le risque de transport de matières dangereuses sur la commune est lié à sa traversée par une ou des infrastructures routières ou ferroviaires importantes ou la présence d'une canalisation de transport d'hydrocarbures. Un accident se produisant sur de telles infrastructures est susceptible d’avoir des effets graves sur les biens, les personnes ou l'environnement, selon la nature du matériau transporté. Des dispositions d’urbanisme peuvent être préconisées en conséquence.

## Toponymie
Les formes anciennes sont Andiacum avant le VIIIe siècle, Angiaco en 1150,, Angeaco in Campania (à dater).
Angeac serait issu du latin Andiacum ou villa Andii ce qui signifie que le village aurait été construit autour de la propriété d'un riche gallo-romain nommé Andius. Le terme Champagne a été rajouté au nom de la commune en 1801 pour la différencier de son homonyme Angeac-Charente. En Saintonge, le terme champagne désigne une plaine calcaire fertile. Il est issu du latin campus qui signifie champ ou plaine.
Roissac serait issu du latin Riatacum ou villa Riatii ce qui signifie que le village aurait été construit autour de la propriété d'un riche gallo-romain nommé Riatus, avec le suffixe -acum indiquant le lieu.

## Histoire
Des fossés protohistoriques circulaires existent aux lieux-dits Penchant de Lorimont et l'Houme, carrés et circulaires au lieu-dit les Chirons. Des villas romaines sont supposées au Puits d'Angeac, à la Chabanne et une demeure médiévale aux Branges.
Les vestiges d'une villa gallo-romaine pouvant dater de la 1re moitié du IXe siècle ont été trouvés en 1904 au lieu-dit la Chabanne. Elle aurait été une résidence de Louis le Débonnaire,,. Ces vestiges ont disparu.
Angeac, d'abord dépendance des Templiers, a dû être un poste militaire important. C'était une seigneurie qui dépendait du château de Bouteville. Elle passe ensuite au marquisat d'Archiac. Après la mort d'Aymar d'Archiac, elle demeure une terre indivise entre les seigneuries d'Archiac et d'Ambleville. Vers le milieu du XVIe siècle, elle passe en totalité à la seigneurie d'Ambleville à la suite du mariage de François de Jussac, seigneur d'Ambleville avec une demoiselle d'Archiac. Puis la terre d'Angeac, par ventes successives, devint la propriété de César Boscal de Réals, sieur de Mornac, puis de René de la Tour, seigneur de Saint-Fort, avant de passer par héritage à la famille Brémond d'Ars. En 1770, Angeac fut acquis par Jean Roy, ancien procureur du roi à Bouteville, et secrétaire du roi au parlement de Bordeaux.
La famille Roy d'Angeac s'est alliée en 1755 à la famille Dupuy d'Angeac. En 1795, Jean et Léon Dupuy ont fondé, avec Jacques O'tard de la Grange, la maison de cognac O'tard, Dupuy et Cie.
Au Moyen-Âge, Roissac appartenait aux comtes d'Angoulême. En 1231, à la suite d'une transaction entre Hugues de Lusignan et Itier II de Barbezieux, Roissac passe de la maison d'Angoulême à celle de Barbezieux.
Dans la seconde moitié du XIVe siècle, faute de successeur mâle du côté d'Henri de Barbezieux, Roissac passe aux La Rochefoucauld en la personne de Geoffroi Ier (fils d'Agnès de Barbezieux et petit-fils d'Itier II).
À la fin du XVe siècle, Roissac s'allia par mariage à Salles et Genté (famille de Mortimer). Les droits sur les marais entraînaient des rixes et des procès avec le seigneur de Gademoulin.
La commune d'Angeac est créée en 1793, elle appartient alors au canton de Salles, au district de Cognac et au département de la Charente.
En 1801 elle prend le nom d'Angeac-Champagne et se trouve rattachée au canton de Segonzac.
La gare de Roissac sera desservie de 1910 à 1939 par les Chemins de fer économiques des Charentes, sur voie métrique, de Cognac à Barbezieux  avec trois allers-retours par jour à la vitesse de 20 km/h. Cette ligne desservait aussi les gares de Cognac, Genté, Segonzac, Juillac-le-Coq, Saint-Fort-sur-le-Né, Archiac et Barbezieux.

## Politique et administration

### Liste des maires
| Période                                  | Période  | Identité           | Étiquette | Qualité |
| ---------------------------------------- | -------- | ------------------ | --------- | ------- |
| avant 1988                               | ?        | Rémy Piron         |           |         |
| 2001                                     | 2008     | Bernadette Jullien |           |         |
| 2008                                     | 2020     | Gérard Faurie      | SE        | Juriste |
| 2020                                     | En cours | Lydie Blanc        |           |         |
| Les données manquantes sont à compléter. |          |                    |           |         |

## Démographie
Les habitants sont appelés les Angeacais.

### Évolution démographique
L'évolution du nombre d'habitants est connue à travers les recensements de la population effectués dans la commune depuis 1793. Pour les communes de moins de 10 000 habitants, une enquête de recensement portant sur toute la population est réalisée tous les cinq ans, les populations de référence des années intermédiaires étant quant à elles estimées par interpolation ou extrapolation. Pour la commune, le premier recensement exhaustif entrant dans le cadre du nouveau dispositif a été réalisé en 2007.

En 2022, la commune comptait 496 habitants, en évolution de −2,55 % par rapport à 2016 (Charente : −0,48 %, France hors Mayotte : +2,11 %).
| 1793 | 1800 | 1806 | 1821 | 1831 | 1841 | 1846 | 1851 | 1856 |
| ---- | ---- | ---- | ---- | ---- | ---- | ---- | ---- | ---- |
| 315  | 319  | 293  | 279  | 300  | 396  | 400  | 409  | 429  |

| 1861 | 1866 | 1872 | 1876 | 1881 | 1886 | 1891 | 1896 | 1901 |
| ---- | ---- | ---- | ---- | ---- | ---- | ---- | ---- | ---- |
| 887  | 912  | 878  | 845  | 666  | 634  | 606  | 607  | 594  |

| 1906 | 1911 | 1921 | 1926 | 1931 | 1936 | 1946 | 1954 | 1962 |
| ---- | ---- | ---- | ---- | ---- | ---- | ---- | ---- | ---- |
| 589  | 606  | 528  | 523  | 508  | 504  | 493  | 493  | 498  |

| 1968 | 1975 | 1982 | 1990 | 1999 | 2006 | 2007 | 2012 | 2017 |
| ---- | ---- | ---- | ---- | ---- | ---- | ---- | ---- | ---- |
| 489  | 470  | 439  | 473  | 479  | 497  | 499  | 502  | 509  |

| 2022 | - | - | - | - | - | - | - | - |
| ---- | - | - | - | - | - | - | - | - |
| 496  | - | - | - | - | - | - | - | - |

### Pyramide des âges
En 2018, le taux de personnes d'un âge inférieur à 30 ans s'élève à 30,9 %, soit au-dessus de la moyenne départementale (30,2 %). À l'inverse, le taux de personnes d'âge supérieur à 60 ans est de 28,5 % la même année, alors qu'il est de 32,3 % au niveau départemental.
En 2018, la commune comptait 269 hommes pour 238 femmes, soit un taux de 53,06 % d'hommes, largement supérieur au taux départemental (48,41 %).
Les pyramides des âges de la commune et du département s'établissent comme suit.
| Hommes | Classe d’âge | Femmes |
| ------ | ------------ | ------ |
| 0,0    | 90 ou +      | 1,3    |
| 7,1    | 75-89 ans    | 7,3    |
| 22,2   | 60-74 ans    | 19,1   |
| 22,3   | 45-59 ans    | 26,5   |
| 16,5   | 30-44 ans    | 16,1   |
| 14,8   | 15-29 ans    | 13,3   |
| 17,1   | 0-14 ans     | 16,5   |

| Hommes | Classe d’âge | Femmes |
| ------ | ------------ | ------ |
| 1      | 90 ou +      | 2,7    |
| 9,2    | 75-89 ans    | 12     |
| 20,6   | 60-74 ans    | 21,3   |
| 20,7   | 45-59 ans    | 20,3   |
| 16,8   | 30-44 ans    | 16     |
| 15,6   | 15-29 ans    | 13,4   |
| 16,1   | 0-14 ans     | 14,3   |

## Économie

### Agriculture
La viticulture est une activité importante d'Angeac-Champagne, qui est située dans la zone d'appellation d'origine contrôlée cognac, en Grande Champagne, premier cru classé du cognac.
De petits producteurs de cognac, de pineau des Charentes et de vin de Pays charentais sont installés dans la commune.

### Distillateurs
La commune d'Angeac-Champagne comporte l'une des plus importantes concentration de distilleries de la région d'appellation du Cognac avec ses quatre bouilleurs de profession et près de 100 chaudières installées sur la commune. La Distillerie Michel Boinaud est la plus importante distillerie de la commune mais aussi de la région avec ses 41 alambics charentais traditionnels.

## Équipements, services et vie locale

### Enseignement
L'école est un regroupement pédagogique intercommunal entre Angeac-Champagne et Salles-d'Angles. Angeac-Champagne accueille l'école maternelle et Salles-d'Angles l'école élémentaire.

## Culture locale et patrimoine

### Lieux et monuments

#### Patrimoine religieux

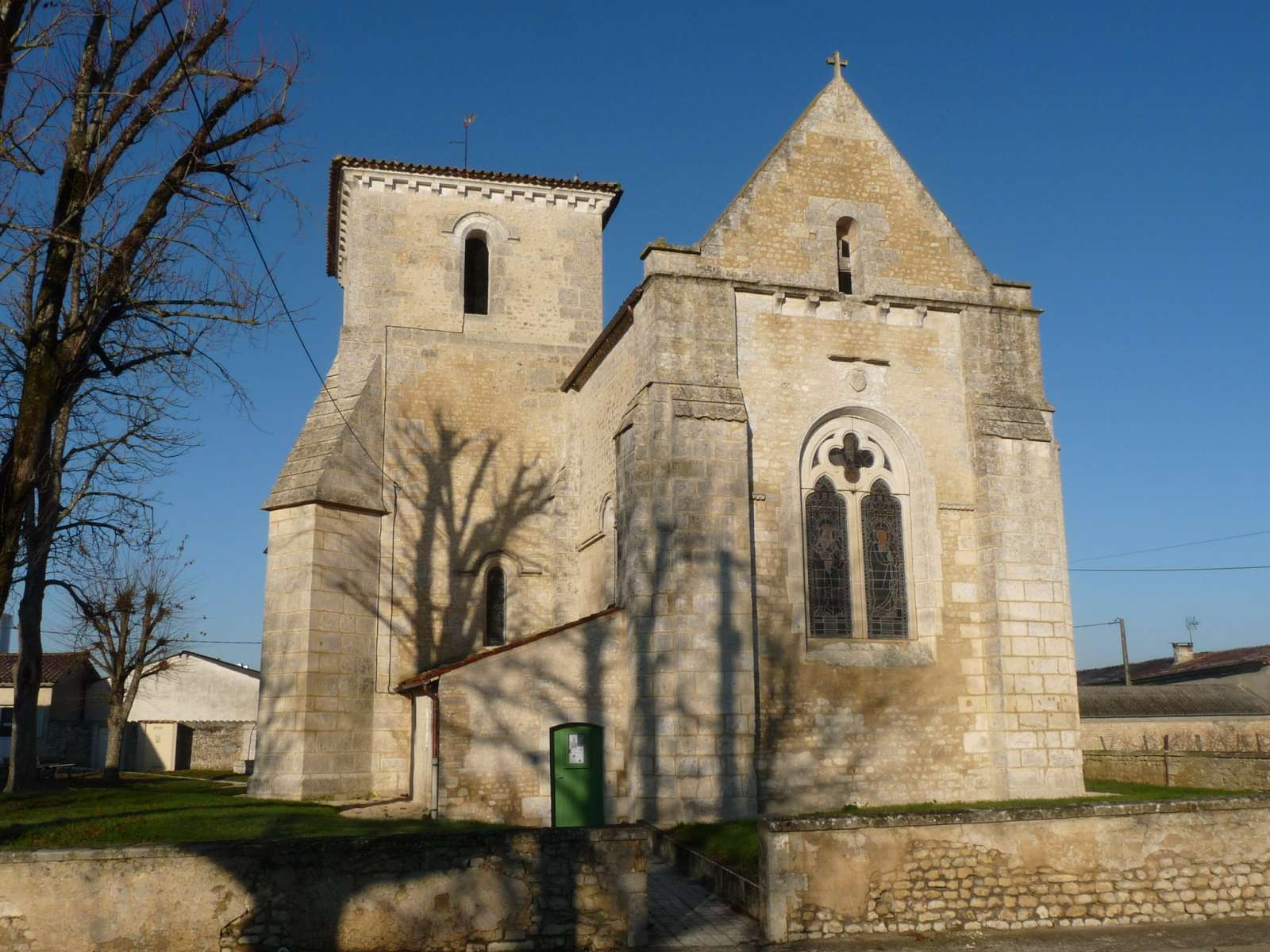
L'église Saint-Vivien.

L'église paroissiale Saint-Vivien a été construite au XIe siècle puis reconstruite en partie en 1534 et réparée vers 1748 aux frais du curé, Jean Marcus[réf. nécessaire], et enfin revoûtée en 1875. Elle est en forme de croix latine à un vaisseau, couverte en voûte d'ogives.

#### Patrimoine civil
Il existe un souterrain-refuge datant de l'antiquité dont un escalier a été recensé ; mais sa localisation reste inconnue.

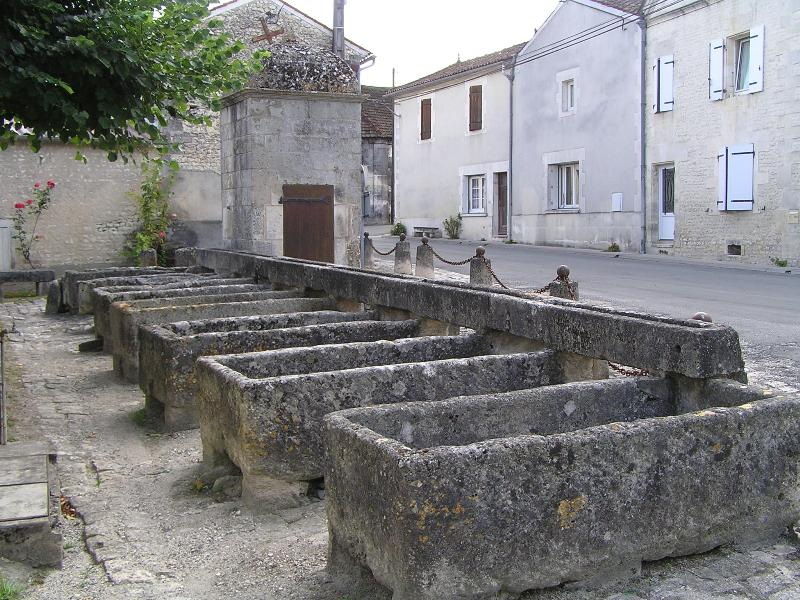
Fontaine François-1er à Roissac.

L'ensemble fontaine, lavoir, abreuvoirs de Roissac figurait déjà sur le cadastre de 1850. Elle est liée à François Ier qui se serait rendu au château de Roissac pour des rendez-vous de chasse.
Un moulin à vent se trouve à la Millière et un moulin à eau, en ruine, à la Motte, collé à celui de Saint-Fort-sur-le-Né.
Le logis d'Angeac est un manoir qui daterait en partie du XVIe siècle et quand René de la Tour l'achète en 1657 le logis était au nord. Des dépendances portent la date de 1733. Un autre logis a été construit à l'ouest et remanié au XIXe siècle ainsi que des dépendances au sud. Le portail d'entrée porte la date de 1882.

Logis d'Angeac
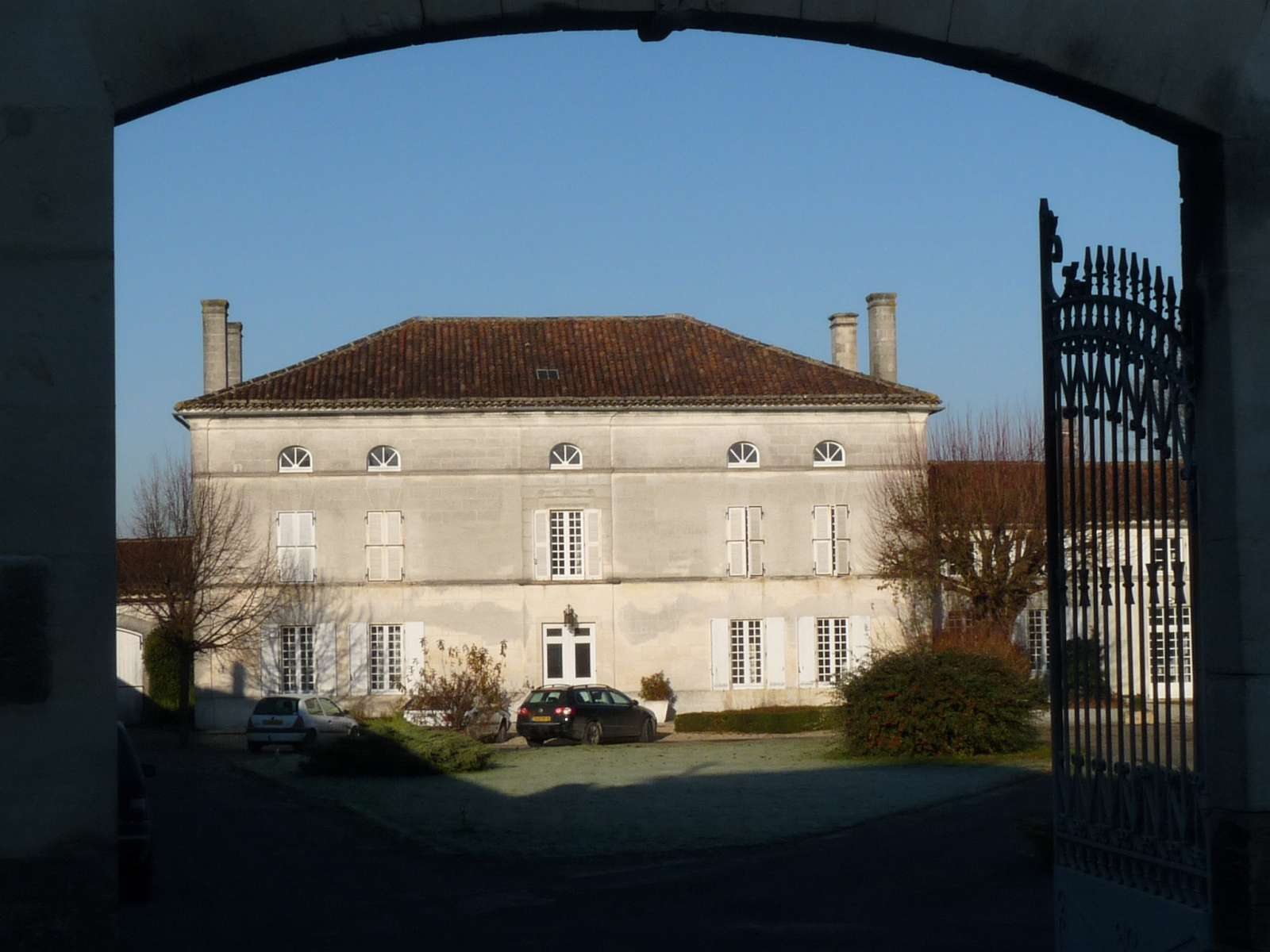
Le logis.
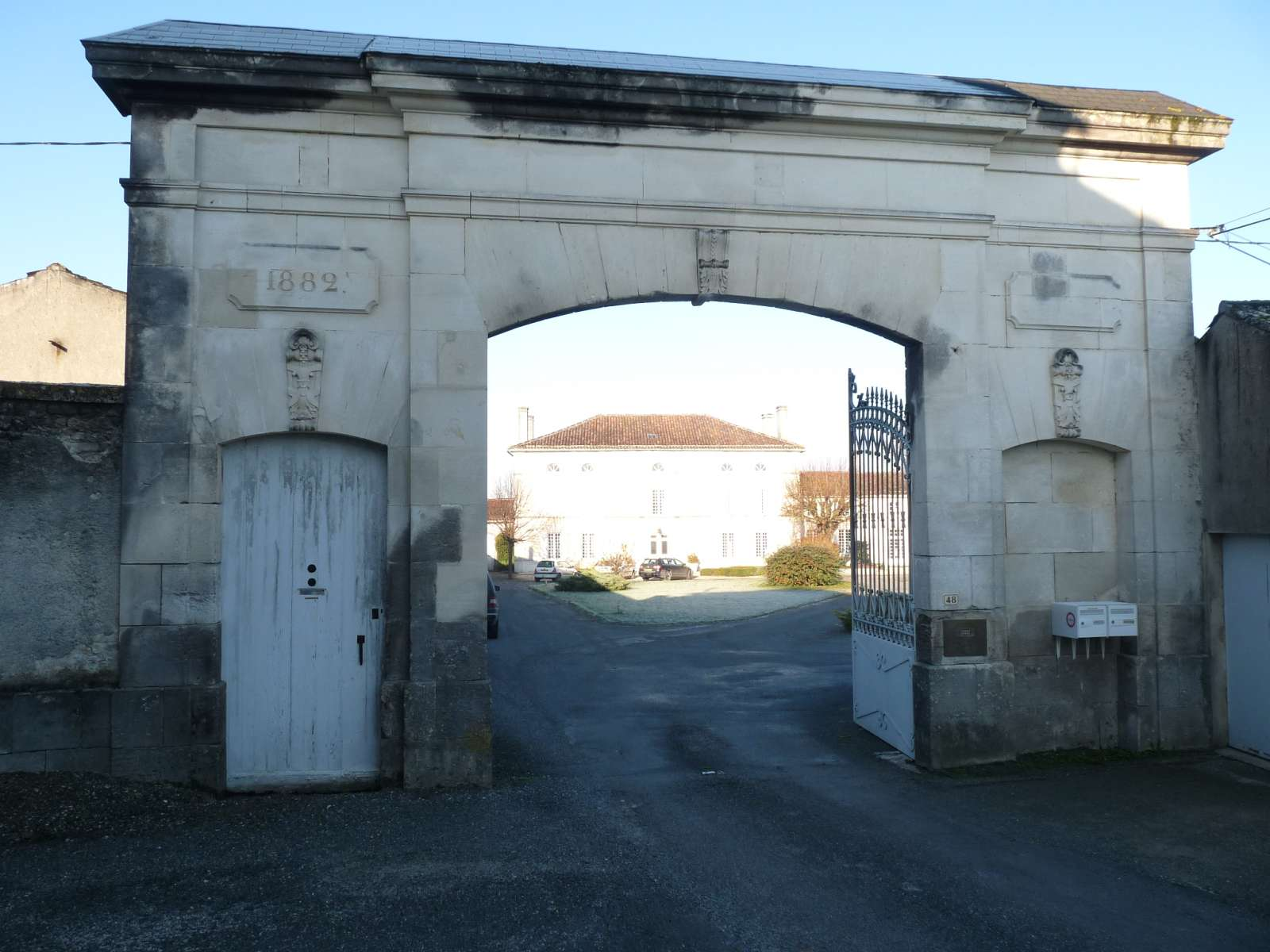
Le portail.

Le manoir de Lorimont qui selon certains érudits (dont Martin-Civat) existait déjà au XVIe siècle a été reconstruit au XIXe siècle, et porte l'inscription « Fait en 1831. Chaillou Paul ».

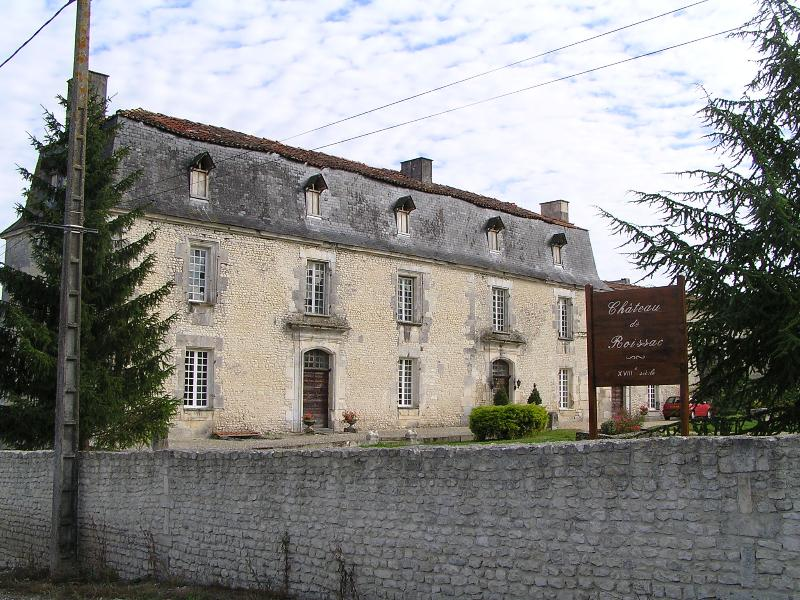
Le château de Roissac.

Le château de Roissac porte la date de 1830, mais ce serait un château construit au Moyen Âge pour les La Rochefoucauld, à l'emplacement d'une villa gallo-romaine. Le château actuel aurait été bâti pour les Beauchamp vers 1770 et la date de 1830 accompagnée des initiales I.P. correspond à des remaniements des dépendances. Il présente des décors et en particulier dans le salon, des lambris ornés de toiles peintes avec oiseaux, fleurs, fruits, paysages, scène avec un semeur, Moïse et les tables de la Loi. Il a été inscrit comme monument historique le 13 avril 1989.
La mairie a été construite en 1897 et 1898 sur les plans de l'architecte de Cognac Lucien Roy, par Locussol entrepreneur à Cognac.
Il a été recensé trois fermes datant du XVIIe siècle, dix datant du XVIIIe siècle, et vingt-trois du XIXe siècle. Elles comportent des dépendances puits, lavoirs, distilleries.

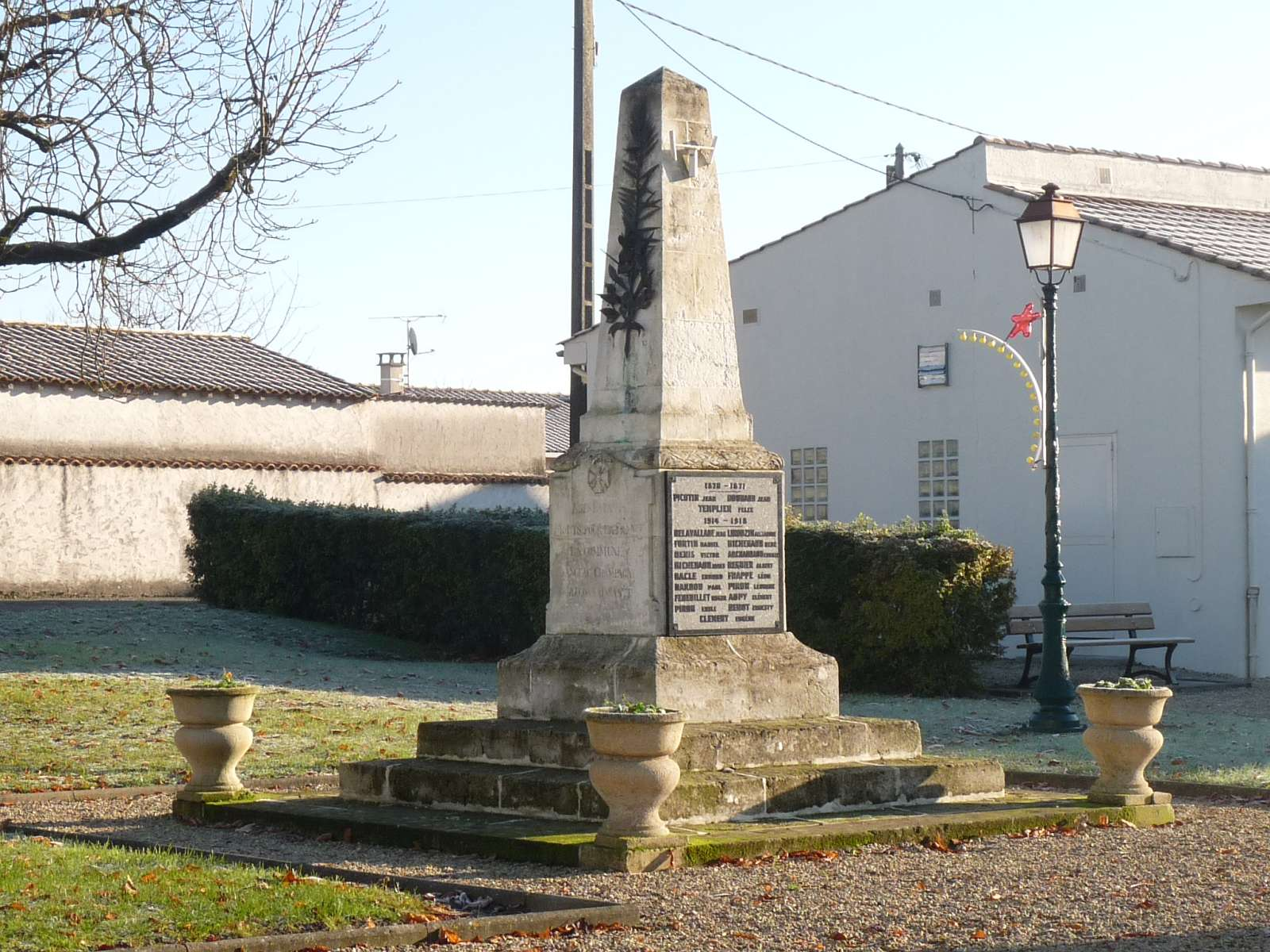
Le monument aux morts.

Le monument aux morts de la guerre 1914-18 date de 1920.

### Héraldique
| Blason | Blasonnement : D'azur à l'écusson d’or. Commentaires : Blason d’Angeac-Champagne. |